# Armada (novela)
Armada es una novela de ciencia ficción de Ernest Cline, publicada el 14 de julio de 2015, por Crown Publishing Group (una división de Random House). Fue traducida al español y publicada en el año 2016. La historia sigue a un adolescente que juega un juego en línea sobre la defensa contra una invasión alienígena, sólo para descubrir que el juego es un simulador para prepararlo a él y a la gente de todo el mundo para la defensa en contra de una verdadera invasión alienígena.
Los planes para una adaptación cinematográfica están actualmente en proceso.

## Resumen
Zack Lightman mira fuera de su ventana del aula y ve un ovni que se parece a una nave de un videojuego que juega cada noche, un simulador de combate aéreo en línea muy popular llamado Armada, en la que los jugadores protegen la Tierra de alienígenas invasores. Él es muy bueno en el juego, tanto que ha conseguido colocarse en el Top Ten de entre millones de usuarios, sin embargo, en la vida real es solo un colegial con una reputación de mecha corta y problemático, habiendo peleado con un estudiante bully, Douglas Knotcher a principios de la secundaria. Después de tener una confrontación con Knotcher, Zack sale de la escuela y regresa a su casa donde  mira en algunas libretas viejas de su padre Xavier sobre una teoría de conspiración que implica películas de cultura pop (Guerras de las Galaxias, Vuelo del Explorador, El Último Starfighter), novelas (El Juego de Ender), y videojuegos de invasiones alienígenas y simuladores militares. Trabaja a medio tiempo en una tienda de videojuegos donde Ray su jefe le sorprende con un controlador nuevo diseñado para Armada como regalo de graduación. Lo prueba en una de las nuevas misiones especiales en Armada aquello implica atacar el planeta natal de los alienígenas pero el equipo de La Tierra falla.
Después de que Knotcher rayara su automóvil y trajera a sus amigos para pelear con Zack, una nave de transporte con el logo de la Alianza de Defensa Terrestre (ADT) aterriza frente a ellos. Ray es uno de los pasajeros, e invita Zack para viajar a una base militar ultrasecreta en Nebraska. Allí, descubre que la ADT es real, que  hay de hecho alienígenas de la luna  Europa planeando una invasión al planeta con las naves utilizadas en el juego Armada, y que la ADT había estado utilizando Armada para entrenar soldados como pilotos de drones para proteger La Tierra de los Europanos y para identificar qué jugadores serían mejores para la tarea. La ADT revela también que los Europanos han planeado un ataque a escala masiva en tres etapas en menos de ocho horas. Poco después de la sesión informativa, la base de Nebraska es atacada por un grupo de exploradores Europanos, durante este ataque Zack desobedece órdenes al perseguir una nave invasora que se disponía a volar a través de uno de los túneles de lanzamiento de drones y autodestruirse, causando la pérdida de varios centenares de drones de la ADT. A pesar de que Zack es regañado por el Almirante Vance por esta acción, él y otros de los jugadores Top de Armada son enviados a la Base Lunar Alpha, donde se reporta a las órdenes de su padre Xavier, el cual Zack pensaba había muerto en una explosión cuándo Zack era un bebé, pero de hecho ha estado sirviendo en la ADT como general así como también siendo el jugador mejor clasificado de Armada.
En la primera ola de ataque, la base lunar de la ADT es atacada por drones Europanos. Los nuevos reclutas hacen un intento por defenderla, pero finalmente fallan y huyen a La Tierra. Después de ayudar a acabar con la primera ola de ataques a La Tierra, Zack y su padre teorizan que toda la invasión Europana es sólo una prueba para descubrir cómo la Tierra respondería a una amenaza que pueda acabar con la civilización, dado que los alienígenas podrían haberles fácilmente eliminado en cualquier momento, pero les habían dejado tener la oportunidad de luchar y ganar. Determinaron que la sonda que la tierra había enviado a Europa hacía décadas era de hecho una ojiva llamada Icebreaker con la que se intentó destruir a los Europanos, esto significaba que la tierra había golpeado primero y había iniciado la guerra entera. Se dan cuenta de que una segunda ojiva Icebreaker ha sido lanzada para detonar en Europa más o menos al mismo tiempo de la segunda ola, lo cual resultaría en una destrucción mutua asegurada. Al empezar la segunda ola, Xavier incursiona en la base ADT de los pilotos que están escoltando la ojiva para detenerlos y se sacrifica. Zack entonces activa sus drones cercanos a Europa para derrotar a la escolta de drones del Almirante Vance y destruir la Icebreaker, resultando en la desactivación de las naves alienígenas, cayendo a Tierra. Un icosaedro surge de Europa y se identifica como el Emisario, una máquina que estuvo creado por una comunidad galáctica de civilizaciones llamada La Cofradía. El Emisario hubo orquestado la situación entera como prueba para ver si la humanidad podría existir pacíficamente con su grupo, y declara que la tierra ha pasado. Zack acepta la afiliación en beneficio de La Tierra, y la tercera ola de naves alienígenas llega a ayudar a los supervivientes y restauran el planeta. Zack más tarde decide convertirse en embajador para descubrir las verdaderas intenciones de los alienígenas.

## Recepción
Armada fue un best seller según el New York Times, debutando en #4 y quedando en la lista por cinco semanas.

## Adaptación de película
El 7 de  diciembre de 2015, Cline anunció la venta de los derechos de Armada a Universal Studios.